# The Rape of Lucretia
Le Viol de Lucrèce
Ne doit pas être confondu avec The Rape of Lucrece.
Pour les articles homonymes, voir Viol de Lucrèce.
The Rape of Lucretia, op. 37 (Le Viol de Lucrèce) est un opéra en deux actes de Benjamin Britten, livret anglais de  Ronald Duncan d'après la pièce-homonyme d'André Obey, créé le 12 juillet 1946 au festival de Glyndebourne en Angleterre.

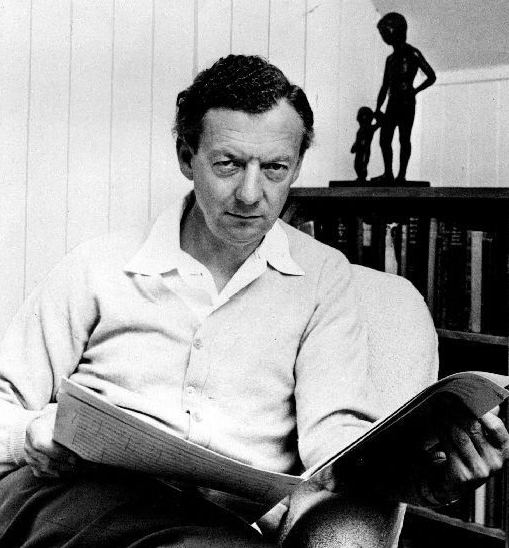
Benjamin Britten

C'est la première œuvre que Britten qualifia d'« opéra de chambre ». Elle ne fait en effet appel qu'à huit chanteurs et treize instrumentistes.

## Distribution
| Rôle                          | Tessiture     | Création (Benjamin Britten, dir.) |
| ----------------------------- | ------------- | --------------------------------- |
| Le Chœur masculin             | ténor         | Peter Pears                       |
| Le Chœur féminin              | soprano       | Joan Cross                        |
| Collatinus, un général romain | basse         | Owen Brannigan                    |
| Junius, un général romain     | baryton       | Edmund Donleavy                   |
| Tarquinius, prince de Rome    | baryton       | Otakar Kraus                      |
| Lucretia, femme de Collatinus | contralto     | Kathleen Ferrier                  |
| Bianca, sa vieille nourrice   | mezzo-soprano | Anna Pollak                       |
| Lucia, une servante           | soprano       | Margaret Ritchie                  |

## Argument

### Prologue
Les chœurs masculin et féminin (rôles tenus chacun par un seul soliste) présentent la situation à Rome : dirigée par un roi étranger (étrusque), Tarquin le Superbe, et luttant contre une invasion grecque, la ville a sombré dans la dépravation. Les deux chœurs se présentent eux-mêmes comme des interprètes chrétiens de l'histoire païenne qui va suivre. Pendant tout l'opéra, le chœur masculin exprimera les pensées des personnages masculins de la pièce et le chœur féminin, celles des personnages féminins.

### Acte I
Dans un camp militaire hors des murs de Rome, Tarquin (fils de Tarquin le Superbe), Collatinus et Junius boivent ensemble. La nuit précédente, des soldats étant rentrés plus tôt que prévu en ville pour surprendre les activités de leurs femmes, ils ont découvert que toutes trompaient leur mari. La seule exception était Lucrèce, la femme de Collatinus. Junius, trompé par sa femme comme presque tous les autres, provoque le jeune Tarquin et le met au défi de tester lui-même la chasteté de Lucrèce. Le prince impulsif fait amener son cheval et galope seul jusqu'à Rome.
Dans la maison de Collatinus à Rome, Lucrèce est tranquillement en train de coudre tandis que Bianca et Lucia filent sur leur rouet. Elle se languit de son mari absent. Quand les femmes se préparent à aller se coucher, Tarquin frappe à leur porte. Bien qu'inquiètes, elles ne peuvent pas refuser l'hospitalité au prince.

### Acte II
Le chœur explique l'hostilité des Romains (qu'on entend hors scène) envers la domination étrusque. Puis, alors que Lucrèce dort, Tarquin se glisse dans sa chambre et la réveille d'un baiser. Elle lui demande de partir, mais lui, certain qu'elle le désire, la viole. Le rideau de scène se ferme juste au début de la scène du viol, qui n'est pas montré, tandis que les deux chœurs comparent cette scène avec la souffrance du Christ sur la croix.
Le lendemain matin, Lucia et Bianca sont contentes de constater que Tarquin a déjà quitté la maison. Lucrèce entre, calme mais visiblement bouleversée. Elle envoie un messager à Collatinus pour lui demander de rentrer à la maison. Bianca essaie d'arrêter le messager mais Collatinus arrive à l'instant, accompagné par Junius. Il tente de réconforter sa femme avec amour, mais elle sent qu'elle ne sera plus jamais propre. Elle se poignarde et meurt. Toute l'assistance la pleure. Junius envisage d'utiliser le crime de Tarquin pour déclencher une rébellion contre le roi.
Le chœur féminin se désespère de la fin de cette histoire insensée. Mais le chœur masculin lui répond que toute cette souffrance est offerte et que le péché est racheté par la passion du Christ. Les deux chœurs terminent l'opéra par une prière.